# شبكة الأمان الاجتماعي

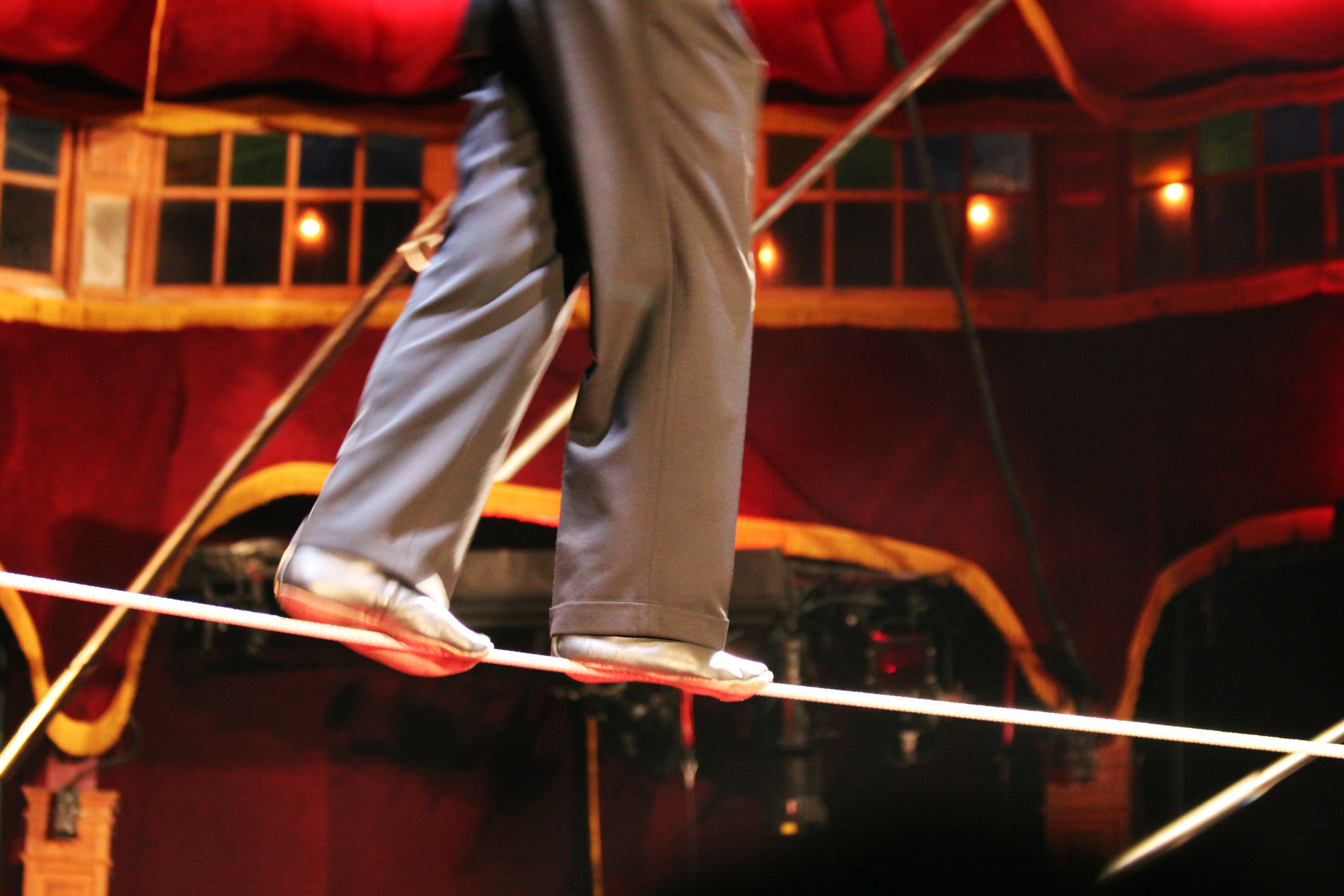
تمكن فكرة شبكة الأمان الاجتماعي بتشبيه عارض سيرك يسير على حبل مشدود تحته شبكة لحمايته إذ سقط

تتضمن شبكة الأمان الاجتماعي (بالإنجليزية: social safety net)‏ من غير القائمة على الاشتراكات بهدف تحسين حياة الأسر الضعيفة والأفراد الذين يعانون من الفقر والعوز. ومن الأمثلة على شبكات الأمان الاجتماعي، المعاشات الاجتماعية التي كانت تساهم في السابق، والتحويلات العينية والغذائية، والتحويلات النقدية المشروطة وغير المشروطة، والإعفاءات من الرسوم، والأشغال العامة، وبرامج التغذية المدرسية.
يمكن فهم الفكرة الأساسية للشبكة الاجتماعية للحماية الاجتماعية كتشبيه عارض سيرك يسير على حبل مشدود يحتوي على شبكة معلقة تحته، جاهزة لاحتوائه إذا سقط، فالشبكة لا تساعد الفنان على الوقوف على الحبل مرة أخرى، ولكنها تمنعه من الوقوع على الأرض، وتجنب الأضرار الخطيرة المحتملة. وبنفس الطريقة، توفر الشبكة الاجتماعية الاقتصادية الحد الأدنى من الرفاهية أو الأمان الذي اتفقت عليه المجتمعات أن لا يقع أحد تحته.

## التعريفات
هناك عدم اتفاق دقيق وموحد حول مفهوم الشبكات الاجتماعية للدعم، وتملك البنك الدولي إحدى أوسع التعريفات، لكن تستخدم تعريفات متعددة من قبل العلماء والمؤسسات والمنظمات مثل منظمة العمل الدولية واللجنة الاقتصادية والاجتماعية لآسيا والمحيط الهادئ. وقد أدى هذا إلى أن بعض العلماء يرون أنه لا يوجد فائدة من استخدام مصطلح الشبكات الاجتماعية للدعم حيث يندر استخدامه بشكل متسق، وبدلاً من ذلك ينادون بأن تستخدم المكونات المختلفة للشبكات الاجتماعية للدعم للتحليل بدلاً من المصطلح نفسه.

## المنطق الاقتصادي
في البداية، كانت الشبكات الاجتماعية للدعم تهدف إلى ثلاثة أغراض: الإصلاح المؤسسي، وجعل برامج التعديل الاقتصادي ممكنة سياسياً، والأهم من ذلك تخفيف الفقر.
تعتبر شبكة الأمان الاجتماعي سلعة للنادي [الإنجليزية]، وينتج عن ذلك كونها مستبعدة ولكنها غير منافسة. باتباع القياس المذكور سابقًا، قد يُستثنى فنان السيرك من استخدام شبكة الأمان إذا قرر شخص ما أنه لن يُسمح لها بالحصول على شبكة الأمان، لكن وقوعها في شبكة الأمان لا يمنع فنانين السيرك الآخرين من الوقوع فيها أيضًا، وبالتالي فهي ليست منافسة.
تقول الانتقادات إن الشبكات الاجتماعية للدعم تخفض الحوافز للعمل، ولا تشجع على التخرج من الدعم، وتقوض الروابط المجتمعية، وتضع عبئًا ماليًا يمكن أن يكون ثقيلاً جدًا في المدى الطويل. وعلاوة على ذلك، يُظهر الخبراء أن من الصعب جدًا تخفيض الشبكات الاجتماعية للدعم بمجرد تمديدها.
يجد الاقتصادي الدنماركي كاسبر هونيروب دال أن هناك علاقة سلبية قوية بين سخاء دول الرعاية الاجتماعية في منظمة التعاون والتنمية الاقتصادية والأخلاق العاملة. ويجد الاقتصادي السويدي مارتن ليونغ أن نظام الإجازة المرضية الأكثر سخاء يؤدي إلى بقاء الشباب السويديين في المنزل أكثر من أقرانهم الأكبر سنًا.
يعتقد المؤيدون للشبكات الاجتماعية للدعم أن الواقع يكمن في الاتجاه المعاكس، حيث يستخدم حتى أصغر المنح بشكل إيجابي وعادة تستثمر، سواء في التعليم أو الأصول أو الشبكات الاجتماعية أو أنشطة توليد الدخل الأخرى.

## خلفية تاريخية
في أوائل التسعينيات، انتشر مصطلح "شبكة الأمان الاجتماعي" بشكل كبير، ولا سيما بين مؤسسات بريتون وودز التي استخدمت المصطلح بشكل متكرر فيما يتعلق ببرامج التكيف الهيكلي الخاصة بها. كانت هذه البرامج تهدف إلى إعادة هيكلة اقتصادات الدول النامية، وقد قامت هذه الدول بإدخال الشبكات الاجتماعية للدعم لتقليل تأثير هذه البرامج على أفقر الفئات.
تظهر الأهمية المتزايدة لشبكات الأمان الاجتماعي على مدى العقود الماضية في أهداف التنمية المستدامة للأمم المتحدة. أحد الأهداف السبعة عشر هو القضاء على الفقر ومن بين الأهداف الفرعية هي تنفيذ أنظمة وأرضيات حماية اجتماعية للجميع، وتخفيض الآثار المحتملة بشكل كبير للصدمات البيئية والاقتصادية والاجتماعية والكوارث على الفقراء.

## أنواع الأنظمة
حجم الإنفاق يختلف اختلافا كبيرا بين البلدان. بينما تنفق البلدان الغنية في منظمة التعاون الاقتصادي والتنمية 2.7٪ من الناتج المحلي الإجمالي على شبكات الأمان الاجتماعي، تنفق البلدان النامية في المتوسط 1.5٪. هناك أيضاً اختلافات إقليمية. تنفق دول أوروبا وآسيا الوسطى الحصة الأعلى من ناتجها المحلي الإجمالي على الرعاية الاجتماعية، تليها إفريقيا جنوب الصحراء وأمريكا اللاتينية والكاريبي وشرق آسيا والمحيط الهادئ والشرق الأوسط وشمال إفريقيا وأخيراً جنوب آسيا بنفقات تتناقص تدريجياً. بالإضافة إلى ذلك، تميل المناطق إلى تفضيل أنواع مختلفة من شبكات الأمان. تنتشر المعاشات التقاعدية غير القائمة على الاشتراكات على نطاق واسع في شرق آسيا، بينما يفضل الأمريكيون اللاتينيون التحويلات النقدية المشروطة والأشغال العامة في جنوب آسيا.
أنشأ أندريه سابير [الإنجليزية] أربع مجموعات من النماذج الاجتماعية الأوروبية. هذه هي دول البحر الأبيض المتوسط (إسبانيا والبرتغال وإيطاليا واليونان) والدول القارية (لوكسمبورغ وألمانيا وفرنسا وبلجيكا والنمسا) والدول الأنجلو ساكسونية (المملكة المتحدة وأيرلندا) ودول الشمال (السويد وفنلندا والدنمارك + هولندا). بناءً على ذلك، قييم الاقتصادي الايطالي بويري قدرات النماذج الاجتماعية المختلفة للحد من الفقر وعدم المساواة في الدخل. وأشار نتائج دراسته إلى أن التقليل من عدم المساواة من خلال إعادة التوزيع يكون أقل في الدول البحر الأبيض المتوسط بنسبة 35٪، بينما تتميز الدول النوردية بأعلى درجة من التوزيع بتقليل بنسبة 42٪. وفي الوسط يمكن العثور على نموذجين آخرين بنسبة 39٪. وعند النظر إلى الأرقام بعد الضرائب والتحويلات، يتغير ترتيب الدول قليلاً. وعند النظر إلى حجم الجماعات التي تعيش بدخل يقل عن الحد الأدنى للفقر الوطني، تتصدر الدول النوردية والقارية القائمة بنسبة 12٪ فقط تعيش في الفقر، في حين تتصدر الدول البحر الأبيض المتوسط والدول الأنجلوسكسونية القائمة الأخيرة بنسبة 20٪.
في جنوب إفريقيا، ثمة منح للأشخاص غير القادرين على إعالة أنفسهم. وتركز العديد من المنح على الأطفال، وتدير إدارة الخدمات الاجتماعية هذه المنح.

## التأثيرات
قدر البنك الدولي أن شبكات الأمان الاجتماعي ساعدت حوالي 36٪ من أفقر الناس في العالم على الهروب من الفقر المدقع، حيث يمثل الرقم 8٪ بالنسبة للفقر النسبي. وقد كانت المساهمة في تقليص فجوة العدم المساواة أكبر من ذلك. حيث ساعدت الشبكات الاجتماعية للدعم على تقليل الفجوة الفقر المطلق بنسبة 45٪ بينما تم تقليل الفجوة النسبية للفقر بنسبة 16٪. وعلى الرغم من هذه الأرقام، يدعي البنك الدولي أن الأرقام الحقيقية ربما تكون أعلى من ذلك.
ومع ذلك، لا يزال التحدي الأكبر قائما في أفقر البلدان. تضمن 20٪ فقط من أفقر السكان في البلدان منخفضة الدخل في شبكات الأمان الاجتماعي. وبالتالي، توجد على أصغر انخفاضات في مستويات الفقر وعدم المساواة في هذه الدول. وهناك عدة أسباب محتملة لذلك. أولاً، فإن الكثير من الدراسات التي تجرى في الدول ذات الدخل المنخفض لا تشمل برامج الشبكات الاجتماعية للدعم الخاصة بشكل كافٍ، ولا تشمل كل البرامج المختلفة التي تتوفر في تلك الدول. وثانياً، فإن هناك نقص في البيانات الحديثة المتعلقة بهذه القضايا بالمقارنة مع مجموعات الدول الأخرى.

## مقالات ذات صلة
- دخل أساسي شامل
- التأمينات الاجتماعية [الإنجليزية]
- شبكة اجتماعية
- الرعاية الاجتماعي
- دولة الرفاهية